# Craig Millar
Pour les articles homonymes, voir Millar.

a Compétitions nationales et continentales officielles uniquement.

b Matchs officiels uniquement.
Dernière mise à jour le 11 novembre 2023.
Craig Millar (クレイグ ミラー, Kureigu Mirā), né le 29 octobre 1990 à Dunedin (Nouvelle-Zélande), est un joueur international japonais d'origine néo-zélandaise de rugby à XV jouant au poste de pilier gauche. Il évolue avec le club des Saitama Wild Knights en League One depuis 2018.

## Biographie

### Jeunesse et formation
Né à Dunedin, en Nouvelle-Zélande, Craig Millar commence à jouer au rugby à la Otago Boys' High School (en) dans la même région, puis fait des études de comptable à l'université d'Otago.  

### Carrière en club
Craig Millar fait ses débuts en 2013 avec la province d'Otago, cumulant onze matchs cette année et atteignant les demi-finales du NPC. Repéré pour ses performances par les Highlanders, il est intégré dans leur effectif en 2014 et le pilier fait alors ses débuts en Super Rugby. Utilisé en tant que remplaçant, il est ralenti par les blessures et ne dispute que 12 matchs avec la franchise jusqu'en 2017.
En 2018, il rejoint la franchise japonaise des Sunwolves.
Il représente le club des Saitama Wild Knights à partir de 2018, avec qui il remporte deux fois le Championnat japonais en 2021 et 2022.

### Carrière internationale
En 2021, Craig Millar est sélectionné pour la première fois avec l'équipe du Japon à l'occasion de la rencontre contre les Lions britanniques et irlandais,.
Il est appelé dans le groupe japonais pour la préparation de la Coupe du monde 2023, avant d'être appelé dans le groupe définitif quelques mois plus tard.

## Statistiques internationales
- 17 sélections avec le Japon depuis 2021 (3 fois titulaire)[2].
- Sélectionné pour la Coupe du monde 2023 (4 matchs).

## Palmarès
- Saitama Wild Knights
  - Vainqueur du Championnat du Japon en 2021 et 2022.